# Mortes em agosto de 2020
Mortes em 2020: ← Janeiro – Fevereiro – Março – Abril – Maio – Junho – Julho – Agosto – Setembro – Outubro – Novembro – Dezembro →
Esta é uma relação de pessoas notáveis que morreram durante o mês de agosto de 2020, listando nome, nacionalidade, ocupação e ano de nascimento.

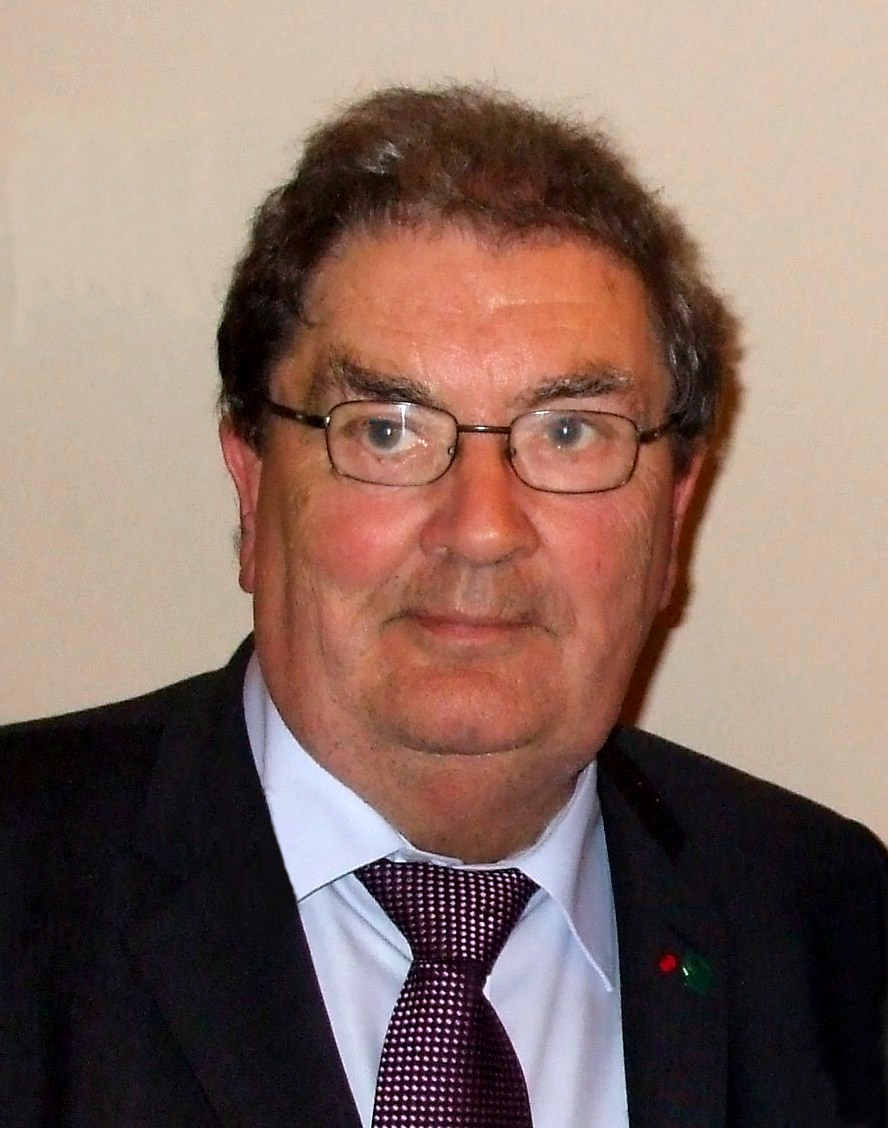
John Hume, político britânico.

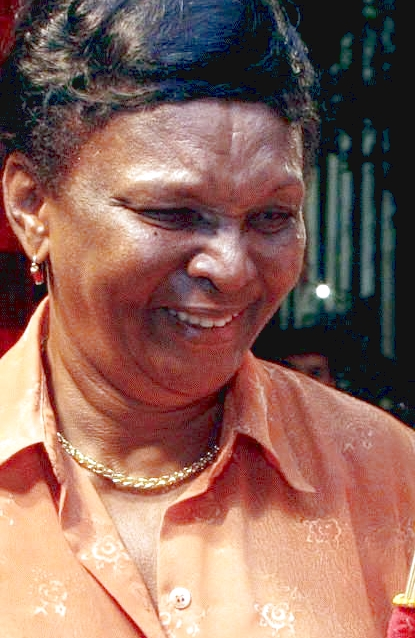
Chica Xavier, atriz brasileira.

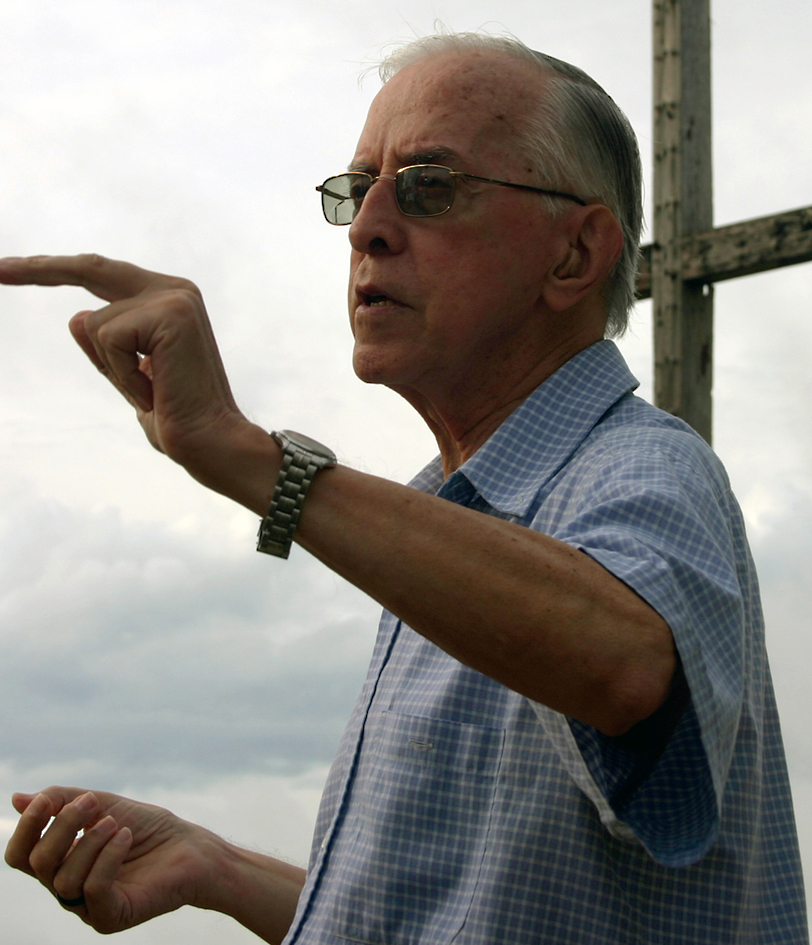
Pedro Casaldáliga, bispo hispano-brasileiro.

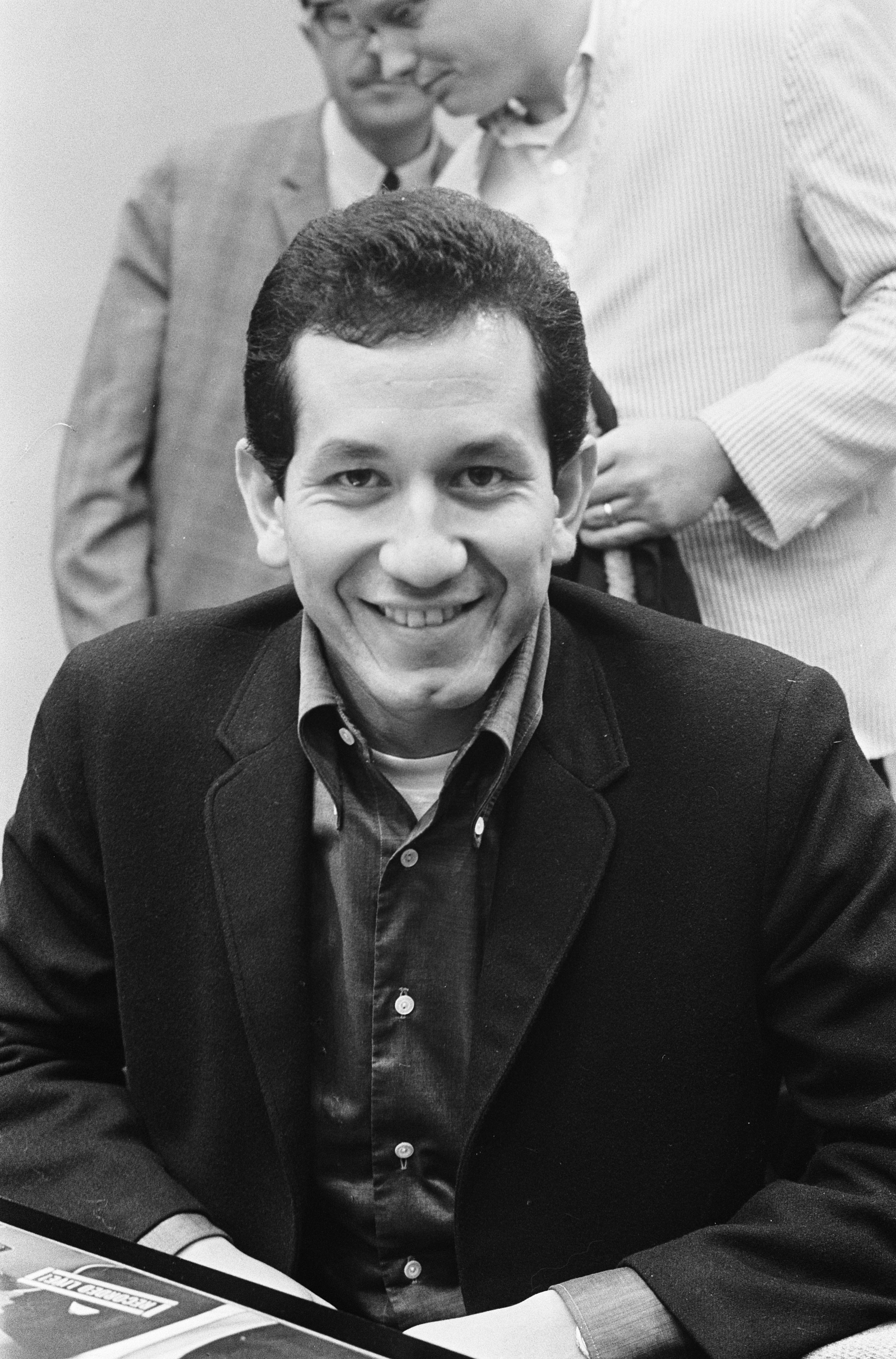
Trini Lopez, músico e ator estadunidense.

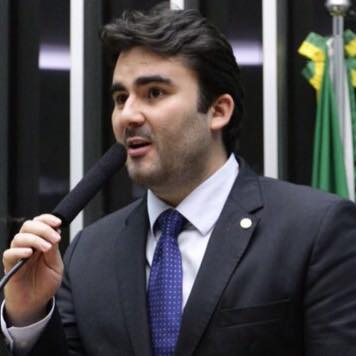
Caio Narcio, político brasileiro.

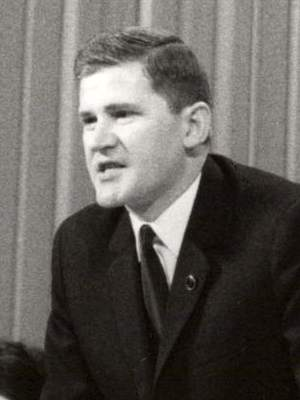
Branko Kostić, político montenegrino.

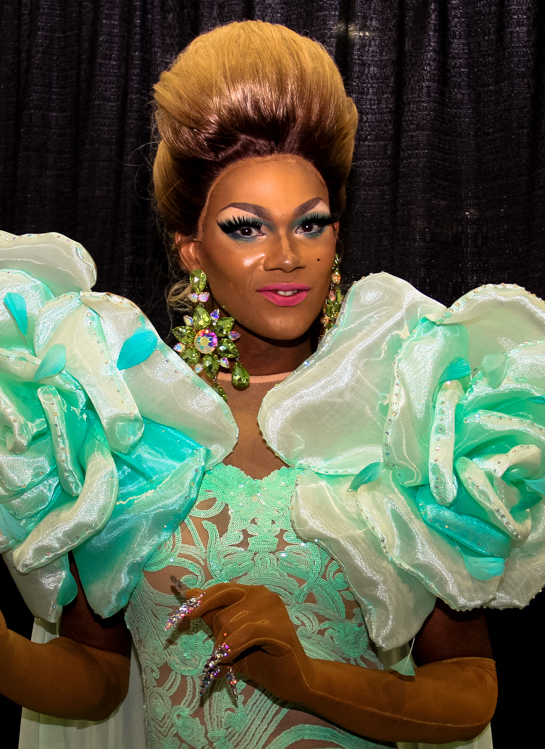
Chi Chi DeVayne, drag queen estadunidense.

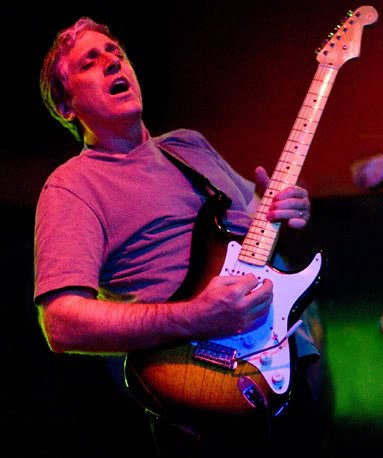
Jack Sherman, guitarrista estadunidense.

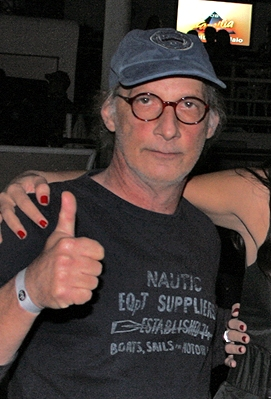
Arnaldo Saccomani, produtor musical e compositor brasileiro.

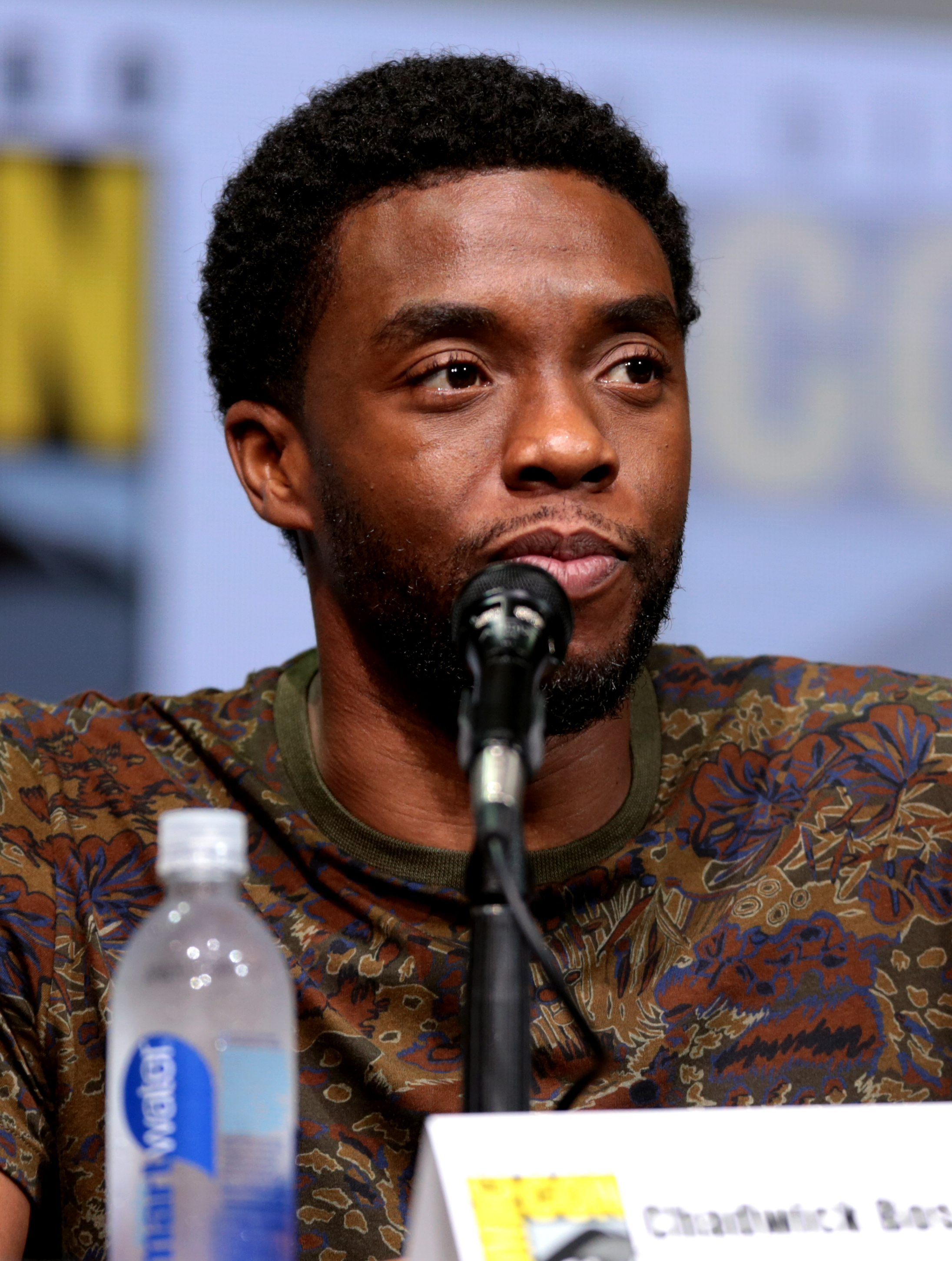
Chadwick Boseman, ator estadunidense.

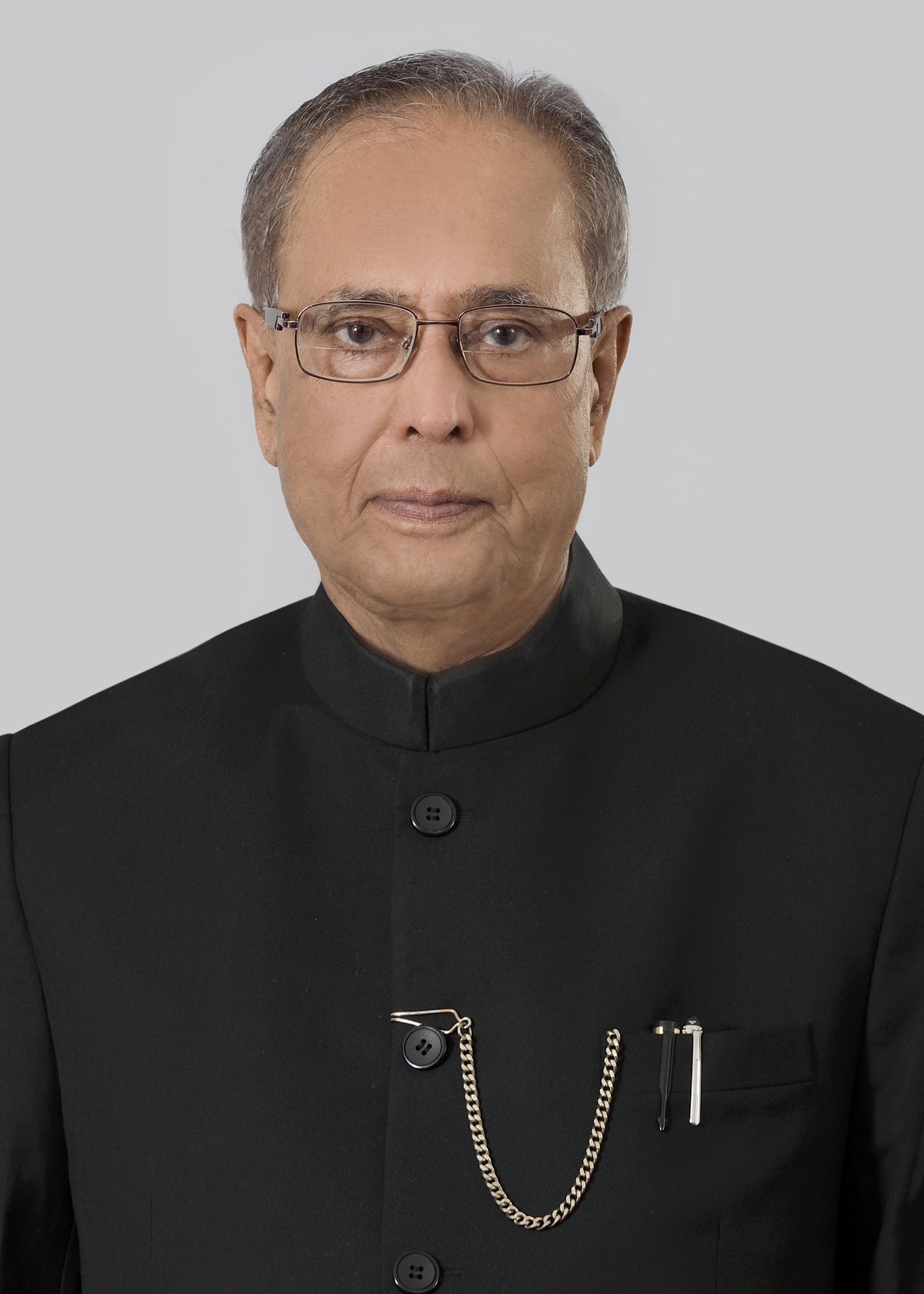
Pranab Mukherjee, político indiano.

| Dia | Nome                       | Profissão ou motivo de reconhecimento            | Nacionalidade      | Nasc. | Ref           |
| --- | -------------------------- | ------------------------------------------------ | ------------------ | ----- | ------------- |
| 1   | Getúlio Teixeira Guimarães | Bispo                                            | Brasil             | 1937  | [ 1 ]         |
| 1   | Wilford Brimley            | Ator                                             | Estados Unidos     | 1934  | [ 2 ]         |
| 2   | Leon Fleisher              | Pianista e maestro                               | Estados Unidos     | 1928  | [ 3 ]         |
| 3   | Milson Coutinho            | Escritor e ex-desembargador                      | Brasil             | 1939  | [ 4 ]         |
| 3   | John Hume                  | Político                                         | Reino Unido        | 1937  | [ 5 ]         |
| 3   | Benito Juarez              | Maestro                                          | Brasil             | 1933  | [ 6 ]         |
| 3   | Jorge Portugal             | Professor, poeta e compositor                    | Brasil             | 1956  | [ 7 ]         |
| 3   | Ernesto Brambilla          | Automobilista e motociclista                     | Itália             | 1934  | [ 8 ]         |
| 3   | Billy Goldenberg           | Compositor                                       | Estados Unidos     | 1936  | [ 9 ]         |
| 4   | Nazar Najarian             | Político                                         | Líbano             | 1957  | [ 10 ]        |
| 4   | Frances Allen              | Cientista de computação                          | Estados Unidos     | 1932  | [ 11 ]        |
| 4   | Juvenal Garcês             | Encenador e ator                                 | Portugal           | 1961  | [ 12 ]        |
| 4   | Irene D. Long              | Médica da NASA                                   | Estados Unidos     | 1951  | [ 13 ]        |
| 5   | Aritana Yawalapiti         | Líder indígena                                   | Brasil             | 1949  | [ 14 ]        |
| 5   | José Colombino Grassano    | Advogado, empresário e político                  | Brasil             | 1926  | [ 15 ]        |
| 5   | Gésio Amadeu               | Ator                                             | Brasil             | 1947  | [ 16 ]        |
| 5   | Eric Bentley               | Crítico de teatro e escritor                     | Estados Unidos     | 1916  | [ 17 ]        |
| 5   | Leila Cravo                | Atriz e Apresentadora                            | Brasil             | 1953  | [ 18 ]        |
| 6   | Fernanda Lapa              | Atriz                                            | Portugal           | 1943  | [ 19 ]        |
| 6   | Jaime Sodré                | Historiador, escritor e professor                | Brasil             | 1947  | [ 20 ]        |
| 6   | Wayne Fontana              | Cantor e compositor                              | Reino Unido        | 1945  | [ 21 ]        |
| 6   | Bernard Stiegler           | Filósofo                                         | França             | 1952  | [ 22 ]        |
| 6   | Aurora Duarte              | Atriz                                            | Brasil             | 1937  | [ 23 ]        |
| 7   | Rogério Teófilo            | Advogado, professor e político                   | Brasil             | 1957  | [ 24 ]        |
| 7   | Lorenzo Soria              | Jornalista                                       | Argentina          | 1951  | [ 25 ]        |
| 8   | Alfredo Lim                | Político e policial                              | Filipinas          | 1929  | [ 26 ]        |
| 8   | Chica Xavier               | Atriz                                            | Brasil             | 1932  | [ 27 ]        |
| 8   | Pedro Casaldáliga          | Bispo                                            | Espanha/ Brasil    | 1928  | [ 28 ] [ 29 ] |
| 8   | Gabriel Ochoa Uribe        | Futebolista e treinador                          | Colômbia           | 1929  | [ 30 ]        |
| 8   | Enio Mainardi              | Jornalista, escritor e publicitário              | Brasil             | 1935  | [ 31 ]        |
| 8   | Alberto Villar             | Ator                                             | Portugal           | 1933  | [ 32 ]        |
| 9   | Kurt Luedtke               | Roteirista                                       | Estados Unidos     | 1939  | [ 33 ]        |
| 9   | Martin Birch               | Produtor musical                                 | Reino Unido        | 1948  | [ 34 ]        |
| 10  | Waldemar Bastos            | Músico                                           | Angola             | 1954  | [ 35 ]        |
| 10  | Jacobo Langsner            | Dramaturgo                                       | Uruguai            | 1927  | [ 36 ]        |
| 10  | Vladica Popović            | Futebolista e treinador                          | Sérvia             | 1935  | [ 37 ]        |
| 10  | Imre Farkas                | Canoísta                                         | Hungria            | 1935  | [ 38 ]        |
| 11  | Trini Lopez                | Músico e ator                                    | Estados Unidos     | 1937  | [ 39 ]        |
| 11  | Antônio Leite Andrade      | Político                                         | Brasil             | 1947  | [ 40 ]        |
| 11  | Sumner Redstone            | Executivo                                        | Estados Unidos     | 1923  | [ 41 ]        |
| 11  | Russell Kirsch             | Engenheiro                                       | Estados Unidos     | 1929  | [ 42 ]        |
| 11  | Michel Van Aerde           | Ciclista                                         | Bélgica            | 1933  | [ 43 ]        |
| 12  | Mónica Miguel              | Atriz, diretora de telenovelas e cantora         | México             | 1936  | [ 44 ]        |
| 12  | Pavol Biroš                | Futebolista                                      | Eslováquia         | 1953  | [ 45 ]        |
| 12  | Don Edmunds                | Automobilista                                    | Estados Unidos     | 1930  | [ 46 ]        |
| 13  | Darío Vivas                | Político                                         | Venezuela          | 1950  | [ 47 ]        |
| 13  | Gulnazar Keldi             | Escritor e jornalista                            | Tajiquistão        | 1945  | [ 48 ]        |
| 14  | Julian Bream               | Violonista                                       | Reino Unido        | 1933  | [ 49 ]        |
| 14  | Pete Way                   | Baixista                                         | Reino Unido        | 1951  | [ 50 ]        |
| 14  | Ernst Jean-Joseph          | Futebolista e treinador                          | Haiti              | 1948  | [ 51 ]        |
| 14  | Tom Forsyth                | Futebolista                                      | Reino Unido        | 1949  | [ 52 ]        |
| 14  | Linda Manz                 | Atriz                                            | Estados Unidos     | 1961  | [ 53 ]        |
| 15  | Ruth Gavison               | Acadêmica                                        | Israel             | 1945  | [ 54 ]        |
| 15  | Stuart Christie            | Anarquista e escritor                            | Reino Unido        | 1946  | [ 55 ]        |
| 16  | Caio Narcio                | Político                                         | Brasil             | 1986  | [ 56 ]        |
| 16  | Zé Maria                   | Futebolista                                      | Brasil             | 1954  | [ 57 ]        |
| 17  | Mário de Araújo Cabral     | Automobilista                                    | Portugal           | 1934  | [ 58 ]        |
| 17  | Elsimar Coutinho           | Médico                                           | Brasil             | 1930  | [ 59 ]        |
| 17  | Jorge Zalszupin            | Arquiteto e designer                             | Brasil/ Polónia    | 1922  | [ 60 ]        |
| 18  | Ben Cross                  | Ator                                             | Reino Unido        | 1947  | [ 61 ]        |
| 18  | Gheorghe Dogărescu         | Handebolista                                     | Roménia            | 1960  | [ 62 ]        |
| 20  | Branko Kostić              | Político                                         | Montenegro         | 1939  | [ 63 ]        |
| 20  | Chi Chi DeVayne            | Drag queen                                       | Estados Unidos     | 1985  | [ 64 ]        |
| 21  | Mohamed Ben Rehaiem        | Futebolista                                      | Tunísia            | 1951  | [ 65 ]        |
| 21  | Jack Sherman               | Músico                                           | Estados Unidos     | 1956  | [ 66 ]        |
| 21  | Ken Robinson               | Escritor                                         | Reino Unido        | 1950  | [ 67 ]        |
| 22  | Pedro Nájera               | Futebolista e treinador                          | México             | 1929  | [ 68 ]        |
| 22  | Ulla Pia                   | Cantora                                          | Dinamarca          | 1945  | [ 69 ]        |
| 22  | Allan Rich                 | Ator e ativista                                  | Estados Unidos     | 1926  | [ 70 ]        |
| 22  | Azor José de Lima          | Médico                                           | Brasil             | 1934  | [ 71 ]        |
| 23  | Gerald D. Hines            | Empresário, filantropo e engenheiro              | Estados Unidos     | 1925  | [ 72 ]        |
| 24  | Sálvio Dino                | Político e escritor                              | Brasil             | 1932  | [ 73 ]        |
| 24  | Pascal Lissouba            | Político                                         | República do Congo | 1931  | [ 74 ]        |
| 24  | Xênia Bier                 | Jornalista e apresentadora de televisão          | Brasil             | 1935  | [ 75 ]        |
| 24  | Washington Novaes          | Jornalista                                       | Brasil             | 1934  | [ 76 ]        |
| 24  | Wolfgang Uhlmann           | Enxadrista                                       | Alemanha           | 1935  | [ 77 ]        |
| 24  | Carl Garrett               | Jogador de futebol americano                     | Estados Unidos     | 1947  | [ 78 ]        |
| 24  | Kriemhild Limberg          | Atleta e professora                              | Alemanha           | 1934  | [ 79 ]        |
| 25  | Arnold Spielberg           | Engenheiro eletricista                           | Estados Unidos     | 1917  | [ 80 ]        |
| 26  | Gerald Carr                | Astronauta                                       | Estados Unidos     | 1932  | [ 81 ]        |
| 26  | André-Paul Duchâteau       | Argumentista                                     | Bélgica            | 1925  | [ 82 ]        |
| 26  | Joe Ruby                   | Animador e produtor de televisão                 | Estados Unidos     | 1933  | [ 83 ]        |
| 27  | Arnaldo Saccomani          | Produtor musical, instrumentista e compositor    | Brasil             | 1949  | [ 84 ]        |
| 27  | Martin Short               | Escritor, jornalista e produtor de documentários | Reino Unido        | 1943  | [ 85 ]        |
| 28  | Manuel Valdés              | Ator                                             | México             | 1931  | [ 86 ]        |
| 28  | Chadwick Boseman           | Ator                                             | Estados Unidos     | 1976  | [ 87 ]        |
| 29  | E. M. de Melo e Castro     | Poeta                                            | Portugal           | 1932  | [ 88 ]        |
| 30  | Ángel Faus Belau           | Jornalista                                       | Espanha            | 1936  | [ 89 ]        |
| 31  | Pranab Mukherjee           | Político                                         | Índia              | 1935  | [ 90 ]        |
| 31  | Fritz d'Orey               | Automobilista                                    | Brasil             | 1935  | [ 91 ]        |
| 31  | Pietro Mário               | Ator e dublador                                  | Brasil             | 1939  | [ 92 ]        |